# Vector WX-8
El Vector WX8 fue un prototipo de automóvil deportivo fabricado por Vector Motors. Se presentó por primera vez en el Salón del Automóvil de Los Ángeles en 2007, revelando el desarrollo y las ambiciosas intenciones de la compañía de crear un sucesor de autos deportivos de próxima generación para sus modelos anteriores. Vector afirmó que el WX8 puede alcanzar una velocidad máxima de 270 mph (430 km/h) y un tiempo de cero a 60 mph, tan bajo como 2,3 segundos para la versión del automóvil equipado con un motor turboalimentado de 10 litros. Este motor fue descrito de diversas maneras en el sitio web de la compañía como capaz de "1800+ HP", "1850+ HP" y "más de 1250 caballos de fuerza". El prototipo fue criticado por periodistas automotrices por usar los faros Toyota Supra Mk IV y parecerse a un Chevrolet Camaro de tercera generación.
A partir de agosto de 2018, se informó que Vector Motors aún estaba desarrollando activamente el vehículo. Se informó que la compañía busca vender dos prototipos Vector WX-3 por US$3,5 millones para asegurar una mayor financiación de las operaciones de desarrollo. El sitio web de Vector anunció que el WX-8 estará equipado con una opción de dos posibles motores: un V-8 de bloque grande de 10.0 litros o un V-8 de bloque pequeño de 7.0 litros eléctrico/híbrido.